# Барсег Ахбакеци
Барсег Ахбакеци (арм. Բարսեղ Աղբակեցի), также Гаварци, Багишеци, Карпелаци) — армянский богослов и философ, церковный деятель XVI—XVII веков, превративший монастырь Амрдолу в один из крупнейших центров армянской культуры своего времени.

## Биография
Родился в середине XVI века в деревне Карпела области Ахбак в Васпуракане, в семье иерея Нерсеса и его жены Мгершах. Имел четырёх братьев (Айрапет, Срапион, Мурат и Мовсес) и одну сестру (Алам). В раннем возрасте покинул родные края, по собственному признанию — из-за страха перед мусульманскими правителями региона. Получил образование у некоего вардапета Ованеса Бргутенца, в монастыре Вард Патрика. Одним из его однокашников был Симеон Апаранци. После обучения переехал в Битлис (арм. Багеш), в монастырь Амрдолу. Пытался сделать из Амрдолского монастыря крупный образовательный центр, наподобие средневековым университетам Татева и Гладзора. Благодаря его деятельности монастырь был отреставрирован, были построены новые часовни (в 1590-х годах). Способствовал обогащению Амрдолской библиотеки новыми рукописями, провёл реформы в системе образования. Особенно поощрялось изучение богословия и грамматики. Занимался переписыванием и распространением сочинений древних философов, в частности Давида Анахта, Порфирия, Ваграма Рабуни, и т.д., пытался восстановаить прерванные традиции армянской философской мысли. Из его учеников наибольшую известность получил Нерсес Мокаци, в источниках упоминаются и другие вардапеты — Ованес Багишеци, Айрапет Аскнджавци, Овсеп Хзуеци, Маттеос Джугаеци, Закария Ванеци, Карапет и Анания Мокаци, и т.д.
В 1599 году приехал в Сис, к киликийскому католикосу Азарии, в 1602 году был в Джульфе, где встретился с Григором Даранагеци. В 1608 году уехал в Иерусалим, через год вернулся в Амрдолский монастырь. Умер 17 января 1615 года. Был похоронен во дворе Амрдолского монастыря, на его надгробной плите была высечена стихотворная эпитафия. В монастыре был также хачкар в память о нём.

## Оценка деятельности
Сведения о жизни и деятельности Барсега сохранились в многочисленных источниках. Из современников наиболее подробные сведения о нем приводят Аракел Даврижеци и Григор Даранагеци. Последний написал краткое житие Барсега, под заглавием «История великого вардапета Барсега Багишеци, прославленного философа». 
Несмотря на частые упоминания о его творческой деятельности в источниках, никаких авторских трудов Барсега до нас не дошли. Сохранились несколько переписанных им рукописей (ныне хранятся в Матенадаране, библиотеке собора Св. Иакова, Британском музее), которые содержат его памятные записи. Эти записи проливают свет на его философские взгляды и мировоззрение, а также содержат ряд исторических сведений о социально-политической ситуации региона. Для оценки его роли и деятельности значительную ценность представляет направленное ему письмо некоего епископа Иованеса, сохранившееся в рукописи № 610 Матенадарана (л. 166а—168а, 1598 год).
Комментарии
1. ↑  встречаются также формы Агбакеци или Албакеци
2. ↑  Монастырь был полностью разрушен в 1915 году. Сохранившиеся здесь рукописи также были утеряны.

## Основная литература
Н. Акинян. Школа Багеша = Բաղէշի դպրոցը. — Вена: изд-во Мхитаристов, 1952. — С. 70—92.